# Міхаель Штайнбах
Міхаель Штайнбах (нім. Michael Steinbach, 3 вересня 1969) — німецький академічний веслувальник.
Олімпійський чемпіон 1992 року в складі парної четвірки.